# Arjundhara
Arjundhara (nep. अर्जुनधारा) – gaun wikas samiti we wschodniej części Nepalu w strefie Meći w dystrykcie Jhapa. Według nepalskiego spisu powszechnego z 2001 roku liczył on 3227 gospodarstw domowych i 16178 mieszkańców (8204 kobiet i 7974 mężczyzn).